# Mordellistenula lacinicollis
Mordellistenula lacinicollis là một loài bọ cánh cứng trong họ Mordellidae. Loài này được Csetó miêu tả khoa học năm 1990.